# Marmoryzacja
Marmoryzacja – pokrywanie powierzchni ścian, schodów, rzeźb, kominków itp. materiałem składającym się z gipsu lub specjalnych cementów oraz proszkiem marmurowym naśladującym marmur. Imitowanie żyłkowań występujących w marmurze lub agacie, na papierze, drewnie lub ceramice.
Sztuka zdobienia papieru tą metodą przybyła do Europy z Turcji i Persji, gdzie w XVI wieku była praktykowana w systemie mistrz–uczeń.

Przykłady marmoryzacji
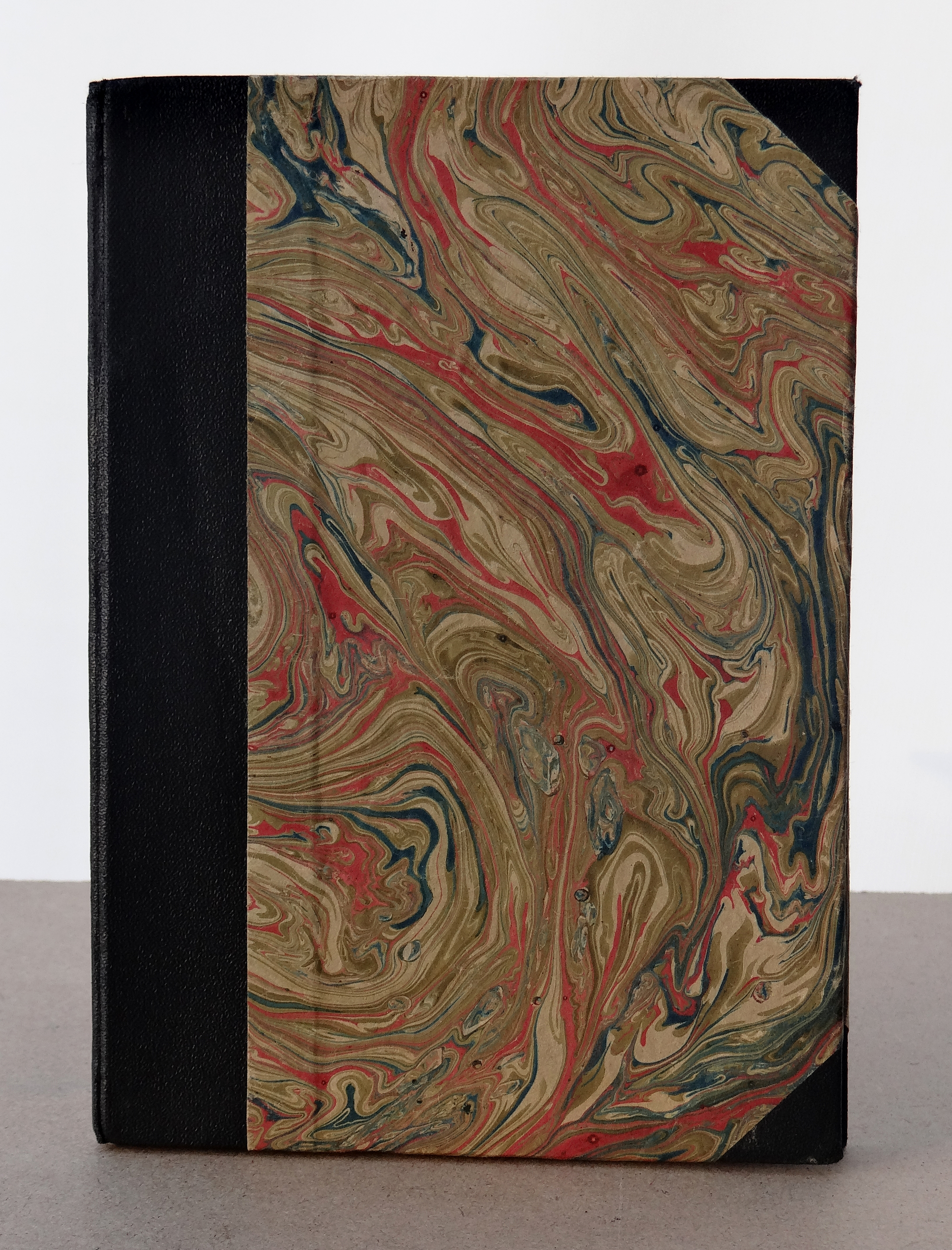
Marmoryzacja okładki
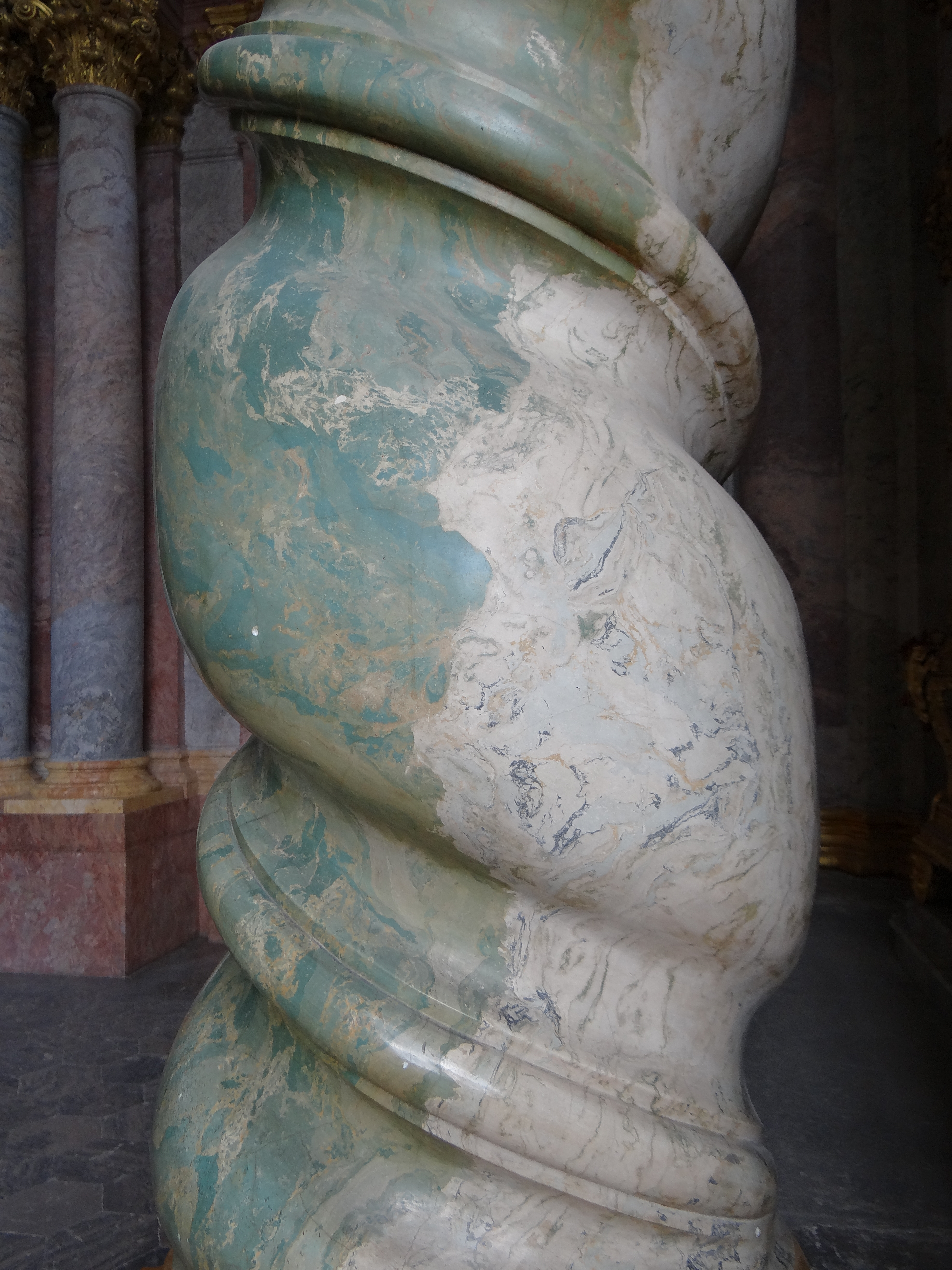
Częściowa marmoryzacja kolumny w mauzoleum w Krzeszowie